# Galerna del Sábado de Gloria
La Galerna del Sábado de Gloria fue un fenómeno meteorológico extremo que ocurrió el 20 de abril de 1878 en la costa norte de España, en el mar Cantábrico. Se trató de una turbonada muy intensa que afectó a las embarcaciones pesqueras de las provincias de Cantabria, Vizcaya y Guipúzcoa, resultando en la trágica pérdida de más de 322 vidas y el hundimiento de casi 500 embarcaciones en unas pocas horas. Esta galerna tuvo consecuencias desastrosas para las comunidades pesqueras del Cantábrico, no solo por las vidas perdidas, sino también porque muchas familias quedaron en la ruina al perder a sus principales sostenes de ingresos.

## La galerna
En aquella época, los pescadores de la región cantábrica se dedicaban principalmente a la pesca de especies costeras como el bonito, la sardina, el besugo y la anchoa, en contraste con la pesca de ballenas y bacalao que solían realizar en el pasado.
Utilizaban métodos tradicionales de pesca, empleando chalupas, traineras y barquías, que eran pequeñas embarcaciones de madera sin cubierta. Las chalupas, que eran las más grandes y podían albergar hasta catorce hombres y un patrón, contaban con tracción manual y a vela. Su arboladura consistía en un solo palo y una gran vela, aunque en momentos de dificultad solían cambiarla por una más pequeña llamada la unción, un reducido paño usado para avanzar con viento huracanado.
El trágico suceso ocurrió el 20 de abril de 1878, Sábado Santo en el calendario cristiano de aquel año, cuando numerosas embarcaciones de pesca salieron de los puertos durante la madrugada para capturar sardinas en la costa. Inicialmente  el viento soplaba suavemente desde el noreste, y así continuó hasta las diez de la mañana, momento en el que todas las embarcaciones ya estaban pescando. En ese momento, los pescadores notaron que el viento del sur soplaba en tierra, lo cual era evidente por la arena levantada en las playas cercanas. Además, vieron algunas nubes sospechosas en el horizonte, lo que les hizo desconfiar de que el tiempo se estaba volviendo inestable y que se acercaba una tormenta. Algunos patrones arriaron las velas mayores, y con el tallavientos emprendieron vuelta al puerto. Sin embargo la mayoría continuaron la brega para no regresar de vacío: tenían que equilibrar esta preocupación con la necesidad de ganarse la vida y no ser juzgados por abandonar su trabajo sin una razón aparente. Esta difícil decisión a la postre se volvería fatal para ellos.
Alrededor del mediodía se desató repentinamente una galerna, con una violenta tormenta acompañada de fuertes vientos del noroeste. Desde tierra, la escena era desgarradora: las frágiles embarcaciones se habían dispersado y luchaban por alcanzar las ensenadas más cercanas a toda costa. Las lanchas, sin velas y algunas atravesadas, eran golpeadas por las olas. Los pescadores luchaban desesperadamente por achicar el agua en embarcaciones sin cubierta. Todo lo que no estuviera atado, incluyendo a los propios pescadores, era arrastrado por el reflujo y engullido por el mar, mientras sus compañeros no podían hacer nada para socorrerlos.
En tierra, los familiares observaban impotentes desde los acantilados la escena dantesca, esperando distinguir las embarcaciones de sus seres queridos entre la mar arbolada, mientras en las poblaciones cercanas replicaban las campanas de las iglesias avisando de la desdicha.
Al amanecer del domingo, los periódicos locales comenzaron a contar las víctimas de la tragedia. En Santander, se registraron 60 muertos, mientras que en Laredo fueron 36, en Colindres 28, cuatro en Suances, tres en Castro Urdiales y uno en Noja. En la costa vasca, la catástrofe golpeó especialmente a Bermeo, con 98 pescadores fallecidos, seguido de Elanchove con 49, Mundaca con 15, Ondarroa con 13, Lequeitio con seis, San Sebastián con cinco y Algorta con dos. Desaparecieron bajo las aguas del Cantábrico más de 320 pescadores en tan solo unas pocas horas.

## Consecuencias y repercusiones

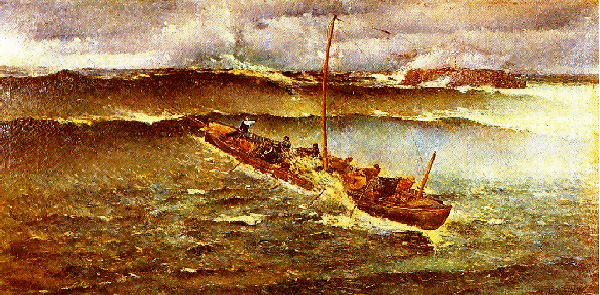
¡Jesús y adentro!, pintura de Fernando Pérez del Camino, sobre el aciago episodio de la galerna del Sábado de Gloria recogido en la novela ‘Sotileza’ de José María de Pereda. El título alude a la jaculatoria que los pescadores pronunciaban al entrar en la seguridad de las aguas de la bahía de Santander tras cruzar la barra de arena que la cierra.

La tragedia dejó a numerosas familias destrozadas y sumidas en la ruina al perder a los cabezas de familia que las sustentaban. Ante esta situación, las provincias de Vizcaya, Guipúzcoa y la de por entonces Santander establecieron comisiones de asistencia para ayudar a los desamparados. La magnitud de la tragedia generó una gran conmoción en toda España y se convirtió en un tema recurrente tanto en la prensa como en la literatura de la época. Varios periódicos iniciaron campañas de recaudación de fondos para apoyar a las familias de los náufragos y a los más de mil huérfanos que dejó la galerna.
A raíz de la Galerna del Sábado de Gloria, se implementaron medidas para mejorar la seguridad de los pescadores en alta mar. Se perfeccionaron  los partes meteorológicos para proporcionar información más precisa y oportuna sobre las condiciones climáticas. Además, se introdujeron mejoras en las embarcaciones, como la inclusión de cubiertas corridas para proteger a las embarcaciones de las inclemencias del tiempo. También se establecieron servicios incipientes de salvamento y socorro de náufragos.

## La tragedia en la memoria histórica colectiva
Esta tragedia marítima y sus consecuencias evidenciaron la estrecha relación que existía entre las comunidades pesqueras del mar Cantábrico y los rituales religiosos. Uno de los sucesos más divulgados por los medios de entonces  fue la presencia en los acantilados de San Pedro del Mar, en Santander, de un sacerdote dando la absolución y bendiciendo a los pescadores que intentaban mantenerse a flote, asiéndose a lo que quedaba de las embarcaciones, que se destrozaban contra las rocas mientras la mar los iba sepultando, sin que se pudiera hacer nada desde tierra firme por salvarlos.
Escritores de la época, como Amos de Escalante, José María de Pereda, Ricardo Olaran o José Estrañi entre otros, retrataron estos sucesos en sus obras literarias, resaltando el heroísmo de los pescadores y la solidaridad de las sociedades afectadas.
Por sus devastadoras consecuencias la Galerna del Sábado de Gloria está considerada como uno de los peores temporales del siglo XIX en España. Dejó una profunda huella en la historia de la pesca en el mar Cantábrico y sirvió como un recordatorio trágico de los peligros a los que se enfrentaban las comunidades pesqueras del litoral cantábrico.